# Voivodeni
Voivodeni é uma comuna romena localizada no distrito de Mureș, na região histórica da Transilvânia. A comuna possui uma área de 34.00 km² e sua população era de 1832 habitantes segundo o censo de 2007.